# روزهای آرام در کلیشی (رمان)
روزهای آرام در کلیشی (انگلیسی: Quiet Days in Clichy) نام رمانی از هنری میلر است که در سال ۱۹۵۶ در پاریس منتشر شد. رمان بر اساس تجربیات شخصی میلر به عنوان مهاجر در فرانسه در دهه ۱۹۳۰ و زمانی که در حال نگارش رمان بهار سیاه بوده، نوشته شده‌است. این رمان دست‌مایه ساخت چند فیلم از جمله فیلمی به همین نام با کارگردانی کلود شابرول قرار گرفته‌است.